# Shunyi
Shunyi är ett stadsdistrikt i Pekings storstadsområde i Kina.
Orten har en lång historia som går tillbaka till Kinas äldsta dynastier och under Mingdynastin (1368-1644) fick orten sitt nuvarande namn då Shunyi härad grundades. 1958 blev Shunyi en del av Pekings storstadsområde och 1998 ombildades orten till ett stadsdistrikt.
Pekings internationella flygplats är belägen i distriktet, även om en del av den ligger i en enklav tillhörande distriktet Chaoyang.

## Administrativ indelning
Shunyi är indelat i sex stadsdelsdistrikt och 19 köpingar (varav sju benämns områden):
Stadsdelsdistrikt:

- Guangming (光明街道)
- Konggang (空港街道)
- Shengli (胜利街道)
- Shiyuan (石园街道)
- Shuangfeng (双丰街道)
- Wangquan (旺泉街道)

Köpingar:

- Beishicao (北石槽镇)
- Beiwu (北务镇)
- Beixiaoying (北小营镇)
- Dasungezhuang (大孙各庄镇)
- Gaoliying (高丽营镇)
- Liqiao (李桥镇)
- Lisui (李遂镇)
- Longwantun (龙湾屯镇)
- Mulin (木林镇)
- Nancai (南彩镇)
- Zhang (张镇)
- Zhaoquanying (赵全营镇)

Köpingar som benämns områden (地区): 

- Houshayu (后沙峪地区)
- Mapo (马坡地区)
- Nanfaxin (南法信地区)
- Niulanshan (牛栏山地区)
- Renhe (仁和地区)
- Tianzhu (天竺地区)
- Yangzhen (杨镇地区)